# 떤옌현
떤옌현(베트남어: Huyện Tân Yên / 縣新安)은 베트남 동북부 지방 박장성의 9개의 현 중 하나이다. 2003년을 기준으로 이 지역의 인구는 161,835명이다.  이 현의 면적은 204 km2이며, 현도는 까오트엉 시진에 있다.

## 행정 구역
떤옌현은 2개의 시진과 20개의 사를 관할하고 있다.

### 시진
- 까오트엉 시진 (Thị trấn Cao Thượng, 高尙市鎭)
- 냐남 시진 (Thị trấn Nhã Nam, 雅南市鎭)

### 사
- 안즈엉 사 (Xã An Dương, 安陽社)
- 까오싸 사 (Xã Cao Xá, 高舍社)
- 다이화 사 (Xã Đại Hóa, 大化社)
- 헙득 사 (Xã Hợp Đức, 合德社)
- 람꼿 사 (Xã Lam Cốt, 藍骨社)
- 란저이 사 (Xã Lan Giới, 爛界社)
- 리엔쭝 사 (Xã Liên Chung, 連鍾社)
- 리엔선 사 (Xã Liên Sơn, 連山社)
- 응옥쩌우 사 (Xã Ngọc Châu, 玉洲社)
- 응옥리 사 (Xã Ngọc Lý, 玉理社)
- 응옥티엔 사 (Xã Ngọc Thiện, 玉善社)
- 응옥번 사 (Xã Ngọc Vân, 玉雲社)
- 푹화 사 (Xã Phúc Hòa, 福和社)
- 푹선 사 (Xã Phúc Sơn, 福山社)
- 꽝띠엔 사 (Xã Quang Tiến, 光邊社)
- 꿰냠 사 (Xã Quế Nham, 桂巖社)
- 떤쭝 사 (Xã Tân Trung, 新中社)
- 송번 사 (Xã Song Vân, 雙雲社)
- 비엣럽 사 (Xã Việt Lập, 越立社)
- 비엣응옥 사 (Xã Việt Ngọc, 越玉社)